# Digitale kloof
Met de digitale kloof wordt het verschil bedoeld tussen diegenen die kunnen profiteren van digitale technologie en zij die dit niet kunnen. De term is zowel van toepassing op maatschappelijk vlak tussen individuen, als op wereldschaal tussen technologisch meer en minder ontwikkelde landen.
Dit probleem wordt intussen algemeen erkend en de voorbije jaren zijn er verschillende initiatieven ontstaan om de toegang tot nieuwe media en een goed gebruik ervan bij kansarme groepen te verbeteren. Het Vlaams Steunpunt Nieuwe Geletterdheid (VSNG) is een netwerk voor de diverse digitale kloof initiatieven in Vlaanderen. Het VSNG is een initiatief van LINC vzw en wil kennisdeling tussen de initiatieven stimuleren. Het steunpunt organiseert dan ook geregeld studiedagen en netwerkmomenten. Het VSNG fungeert ook als een aanspreekpunt voor het beleid. Het VSNG maakt de aanbevelingen van het werkveld rond het thema e-inclusie over aan de diverse beleidsdomeinen en beleidsniveaus.
Het probleem van de globale digitale kloof stond op de agenda van de World Summit on the Information Society in Genève en Tunis in 2003 en 2005.

## Digital Divide
Met de term 'digital divide' (digitale kloof) kan geen verdeling gemaakt worden tussen slechts twee groepen. Op verschillende niveaus zijn er kloven waar te nemen. De digitale kloof bestaat uit vier elementen; Motivatie, Bezit, Digitale vaardigheden en Gebruik. internet-dropouts, technofoben, laagopgeleiden zijn minder gemotiveerd, het bezit behelst de materiële toegang, digitale vaardigheden zijn weer onder te verdelen in operationele, informationele en strategische vaardigheden en tot slot is er het gebruik; hoogopgeleiden maken anders gebruik van het internet dan laagopgeleiden. En er is vooral een kloof in termen van zakelijke en informatieve doeleinden enerzijds en vermaak anderzijds.
Zoals hierboven staat vermeld is er bijvoorbeeld niet alleen de kloof tussen arm en rijk en de daaraan gelinkte toegang tot technologie, maar ook tussen mensen die wel toegang hebben, in de vorm van modernere pc's of besturingsprogramma's. Buiten het inkomen zijn er ook andere vlakken waar digitale kloven ontstaan. Volgens de socioloog en informatiewetenschapdeskundige Manuel Castells spelen ook onder andere etniciteit, gender, inkomen en opleiding een grote rol. Zo willen de mensen met lage inkomens het internet juist gebruiken om de factoren te overkomen die hun toegang ertoe inperken. Zo willen zij toegang tot het banenaanbod en woningvoorziening. Vergelijkbare problemen gelden voor recente immigranten die vaak geen toegang tot het internet hebben, maar hierdoor wel hun taalproblemen, vooral met betrekking tot educatie achterstand, zouden kunnen overkomen. De veelgeprezen mogelijkheden van het internet zijn vaak niet beschikbaar voor de mensen die het misschien wel het hardste nodig hebben. De digital divide reproduceert andere vormen van ongelijkheid in de samenleving op grote schaal en is een belangrijk punt geworden voor discussie over sociale meerekening. Door de hoge snelheid waarmee technologische ontwikkelingen elkaar opvolgen, dreigt de digitale kloof niet alleen door verschillen in opleiding en kennis te groeien, maar ook door kosten die toegang tot nieuwe technologie met zich meebrengen.

## Bestrijding digitale kloof
De digitale kloof op nationaal niveau (voor Nederland in dit geval) zal naar verwachting voor een groot gedeelte bestreden worden door de tijd. De belangrijkste achterblijvers op het gebied van ICT zijn ouderen, die als gevolg van de vergrijzing een substantieel gedeelte van de bevolking vormen. Over drie decennia, als deze groep marginaal geworden is, zal bijna de gehele bevolking beschikken over toegang tot ICT. Daarmee is echter niet gezegd dat de kloof gedicht is; kennis van digitale vaardigheden kan zo veel van elkaar verschillen dat er nog altijd sprake is van een kloof, ook wel de vaardighedenkloof genoemd. Er bestaan twee modellen die verschillende prognoses hebben m.b.t. de digitale kloof. Het Normalisation Model gaat ervan uit dat met het verstrijken van de tijd de verschillen in ICT-gebruik steeds kleiner zullen worden en uiteindelijk zelfs zullen verdwijnen. Het Stratification Model daarentegen suggereert dat er altijd verschillen zullen blijven, omdat de technologie zal blijven vernieuwen en er ook dan weer nieuwe verschillen zullen zijn in de toegang hiertoe en de vaardigheden ermee. Voor de incorporatie van ICT in de samenleving bestaat ook een model van Rogers, een S-vormige diffusiecurve, die de bevolking onderverdeelt naar de snelheid waarmee zij nieuwe technologie aanschaffen en gebruiken.
Met kennis kan de digital divide volgens Castells het beste bestreden worden. Door wat hij de ‘kenniskloof' noemt, wordt zonder het internet kwalitatief minder goed onderwijs gegeven. Internet is een grote bron van informatie en het leren hanteren en opzoeken van deze informatie is essentieel, stelt Castells. Bij het bespreken van de globale digital divide stelt hij dat derdewereldlanden eerst internet zouden moeten krijgen. Water, voedsel en een dak boven het hoofd (primaire levensbehoeften) komen dan op de tweede plaats.
Het $100-laptopproject is opgezet om de digitale kloof tussen westerse landen en ontwikkelingslanden weg te werken.